# Xanthorhoe rosata
Xanthorhoe rosata là một loài bướm đêm trong họ Geometridae.